# Piaczynski
Piaczynski (biał. Пячынскі, ros. Печинский) – przystanek kolejowy na granicy miejscowości Borysów i Wostrau, w rejonie borysowskim, w obwodzie mińskim, na Białorusi. Leży na linii Moskwa - Mińsk - Brześć.